# Porto do Sauipe
Porto do Sauipe é um bairro do município brasileiro de Entre Rios.
É conhecido por sua praia, que possui extensão mediana, faixa de areia fofa amarelada e que é cercada por coqueiros e pequenas casas. O mar do local é agitado, e as águas da praia são transparentes.